# NGC 4264
NGC 4264 је спирална галаксија у сазвежђу Девица која се налази на NGC листи објеката дубоког неба.
Деклинација објекта је + 5° 50' 49" а ректасцензија 12h 19m 35,6s. Привидна величина (магнитуда) објекта NGC 4264 износи 13,0 а фотографска магнитуда 13,9. NGC 4264 је још познат и под ознакама UGC 7364, MCG 1-32-1, CGCG 42-20, ARAK 357, VCC 358, PGC 39687.